# Bahnstrecke Stadskanaal–Zuidbroek
| |                                                         |                                                    |                                                    |
| Streckenlänge: | 22,3 km                                                 |                                                    |                                                    |
| Spurweite: | 1435 mm (Normalspur)                                    |                                                    |                                                    |
| Streckengeschwindigkeit: | Stadskanaal-Veendam: 30 km/h Veendam-Zuidbroek: 80 km/h |                                                    |                                                    |
| |                                                         |                                                    |                                                    |
| \| \| \| von Ter Apel Rijksgrens \| \| \| \| 0 \| Stadskanaal \| Stadskanaal \| \| \| \| Gasselternijveensemond \| \| \| \| \| nach Zwolle \| \| \| \| 3,2 \| Stadskanaal Pekelderweg \| Stadskanaal Pekelderweg \| \| \| \| N 33 \| \| \| \| \| Stadskanaal \| \| \| \| 8,8 \| Bareveld \| Bareveld \| \| \| 12,5 \| Wildervank \| Wildervank \| \| \| 14,8 \| Veendam ab hier seit 1994 Museumsbahn der S.T.A.R. \| Veendam ab hier seit 1994 Museumsbahn der S.T.A.R. \| \| \| 18,4 \| Meeden-Muntendam \| Meeden-Muntendam \| \| \| 19,0 \| Stichstrecke Veendam Nedmag \| Stichstrecke Veendam Nedmag \| \| \| \| von Nieuwe Schans \| \| \| \| 22,3 \| Zuidbroek \| Zuidbroek \| \| \| \| nach Harlingen \| \| |                                                         |                                                    |                                                    |
| Strecke |                                                         | von Ter Apel Rijksgrens                            | von Ter Apel Rijksgrens                            |
| Bahnhof | 0                                                       | Stadskanaal                                        | Stadskanaal                                        |
| |                                                         | Gasselternijveensemond                             |                                                    |
| Abzweig geradeaus und ehemals nach links |                                                         | nach Zwolle                                        | nach Zwolle                                        |
| ehemaliger Bahnhof | 3,2                                                     | Stadskanaal Pekelderweg                            | Stadskanaal Pekelderweg                            |
| Brücke |                                                         | N 33                                               | N 33                                               |
| |                                                         | Stadskanaal                                        |                                                    |
| ehemaliger Haltepunkt / Haltestelle | 8,8                                                     | Bareveld                                           | Bareveld                                           |
| ehemaliger Bahnhof | 12,5                                                    | Wildervank                                         | Wildervank                                         |
| Bahnhof | 14,8                                                    | Veendam ab hier seit 1994 Museumsbahn der S.T.A.R. | Veendam ab hier seit 1994 Museumsbahn der S.T.A.R. |
| ehemaliger Bahnhof | 18,4                                                    | Meeden-Muntendam                                   | Meeden-Muntendam                                   |
| Abzweig geradeaus und von rechts | 19,0                                                    | Stichstrecke Veendam Nedmag                        | Stichstrecke Veendam Nedmag                        |
| Abzweig geradeaus und von rechts |                                                         | von Nieuwe Schans                                  | von Nieuwe Schans                                  |
| Bahnhof | 22,3                                                    | Zuidbroek                                          | Zuidbroek                                          |
| Strecke |                                                         | nach Harlingen                                     | nach Harlingen                                     |

Die Bahnstrecke Stadskanaal–Zuidbroek ist eine am 1. August 1910 eröffnete Verbindung zwischen Stadskanaal und Zuidbroek. Sie wurde mehrmals für den Personenverkehr aufgegeben. Der Güterverkehr blieb bis 1990 auf der gesamten Strecke erhalten, danach bis zum Zwischenbahnhof Veendam. Der Abschnitt bis Stadskanaal wurde ab 1994 als Museumsbahn weiter genutzt. 2011 wurde der Abschnitt Zuidbroek – Veendam wieder für den Schienenpersonennahverkehr in Betrieb genommen. Die Strecke ist nicht elektrifiziert.

## Geschichte
Die Linie wurde angelegt durch die Noodoosterlocaalspoorweg-Maatschappij (NOLS), als Anschluss zu den schon gebauten Linien.
Am 15. Mai 1939 wurde die Linie zum ersten Mal für den Personenverkehr geschlossen. Durch die Deutsche Besatzung wurde die Linie wieder eröffnet. Am 17. Mai 1953 wurde die Strecke dann endgültig für Personenverkehr geschlossen. Der Güterverkehr blieb weiter bedeutsam, vor allem auf dem Abschnitt Veendam-Zuidbroek. In Veendam befinden sich das Containerterminal Groningen Railport und mit Nedmag ein bedeutender Produzent von Magnesium-Verbindungen.
Der Abschnitt Stadskanaal–Veendam wurde am 27. Mai 1990 für den Gütertransport geschlossen und 1994 als Museumlinie der Stichting Stadskanaal Rail (S.T.A.R.) wiedereröffnet. Die Stichting Stadskanaal Rail ist inzwischen Eigentümer dieses Abschnitts. In den Jahren 2006 und 2007 wurde die Linie vollständig erneuert und saniert.

## Bahnhöfe und deren Gebäude
- Stadskanaal: erbaut 1997, im alten Stil der 1979 abgerissenen NOLS-Station
- Stadskanaal Pekelderweg: kein Gebäude (Haltegebäude wurde 1970 abgerissen)
- Bareveld: kein Gebäude (Haltegebäude wurde 1979 abgerissen)
- Wildervank: kein Gebäude (Haltegebäude wurde 1970 abgerissen)
- Veendam: 1909, NOLS, Typ NOLS 1. Klasse
- Meeden-Muntendam: kein Gebäude (Haltegebäude wurde 1966 abgerissen)
- Zuidbroek: 1865, SS, Typ SS-Hoogezand

## Züge
- Zweimal pro Stunde fährt ein „Stoptrein“ zwischen Veendam und Groningen
- S.T.A.R. fährt zwischen Juli und August meist am Mittwoch, Donnerstag und Sonntag, außerdem daneben in der Vor- und Nachsaison an bestimmten Wochenenden und Feiertagen zwischen Stadskanaal und Veendam.

## Galerie

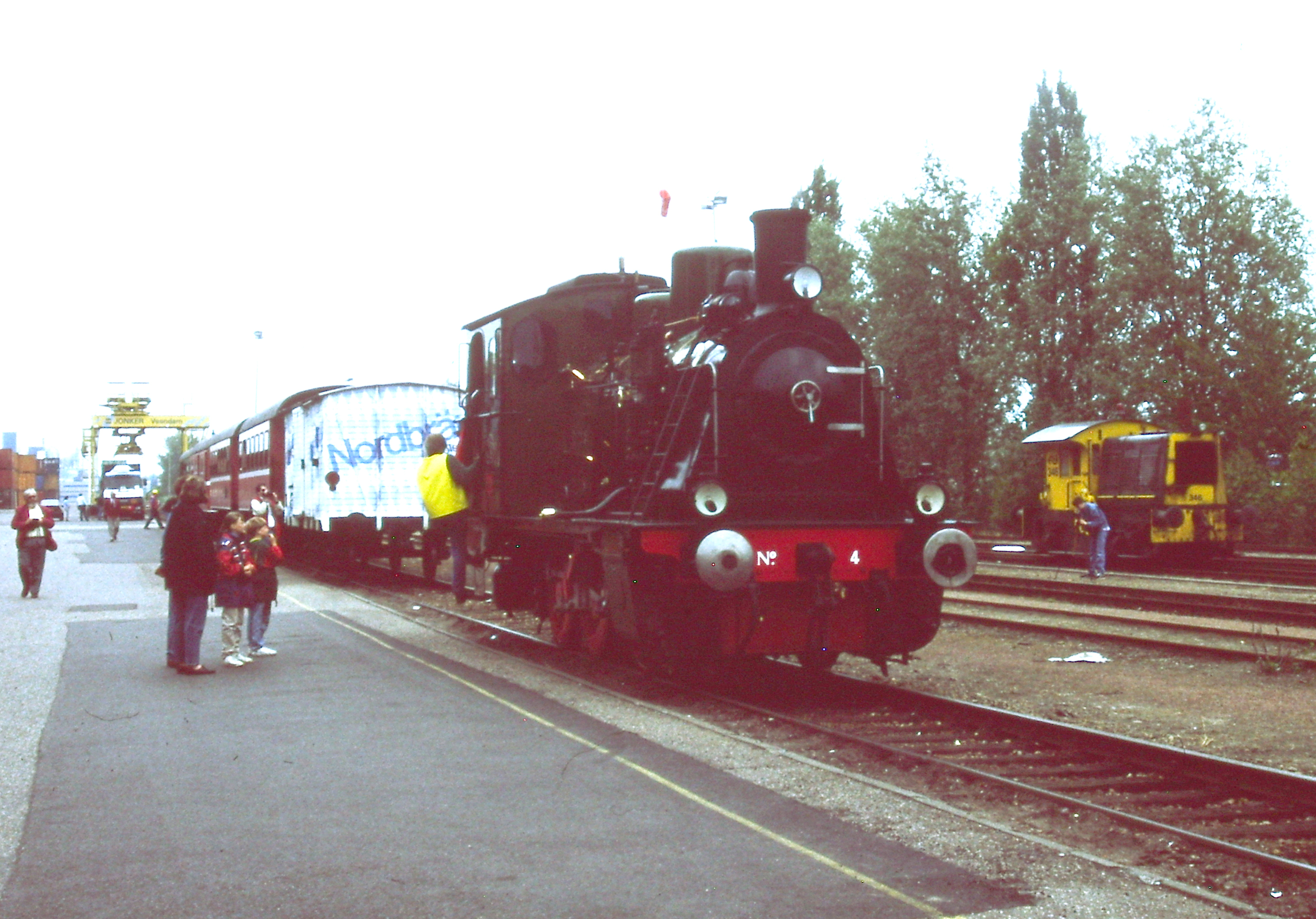
Lokomotive 4 vom Museum Buurtspoorweg, die ehemalige Delmenhorst-Harpstedter Eisenbahn GmbH (DHE) 353
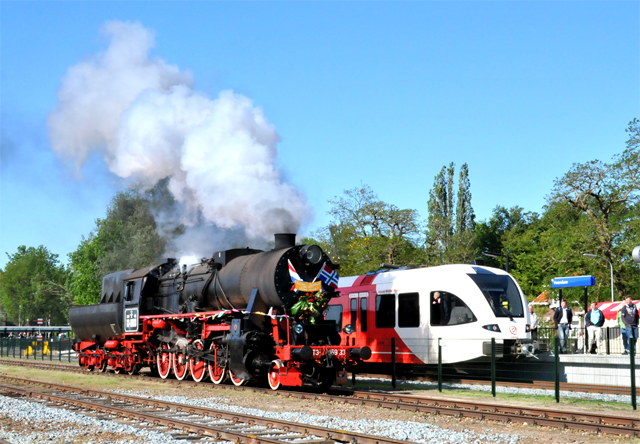
Wiederöffnung des Personenverkehrs im Bahnhof Veendam, 1. Mai 2011
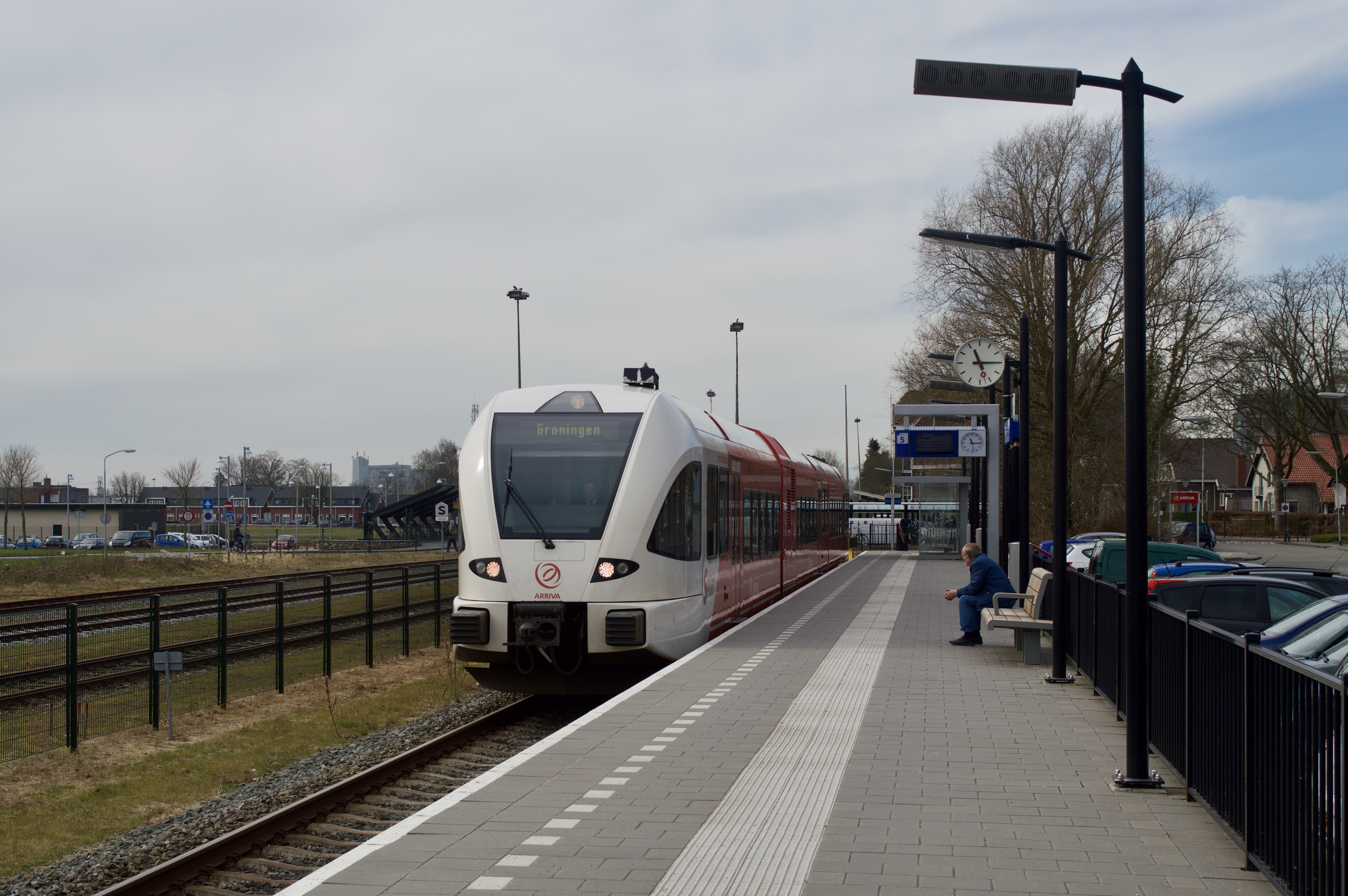
Stoptrein in Veendam
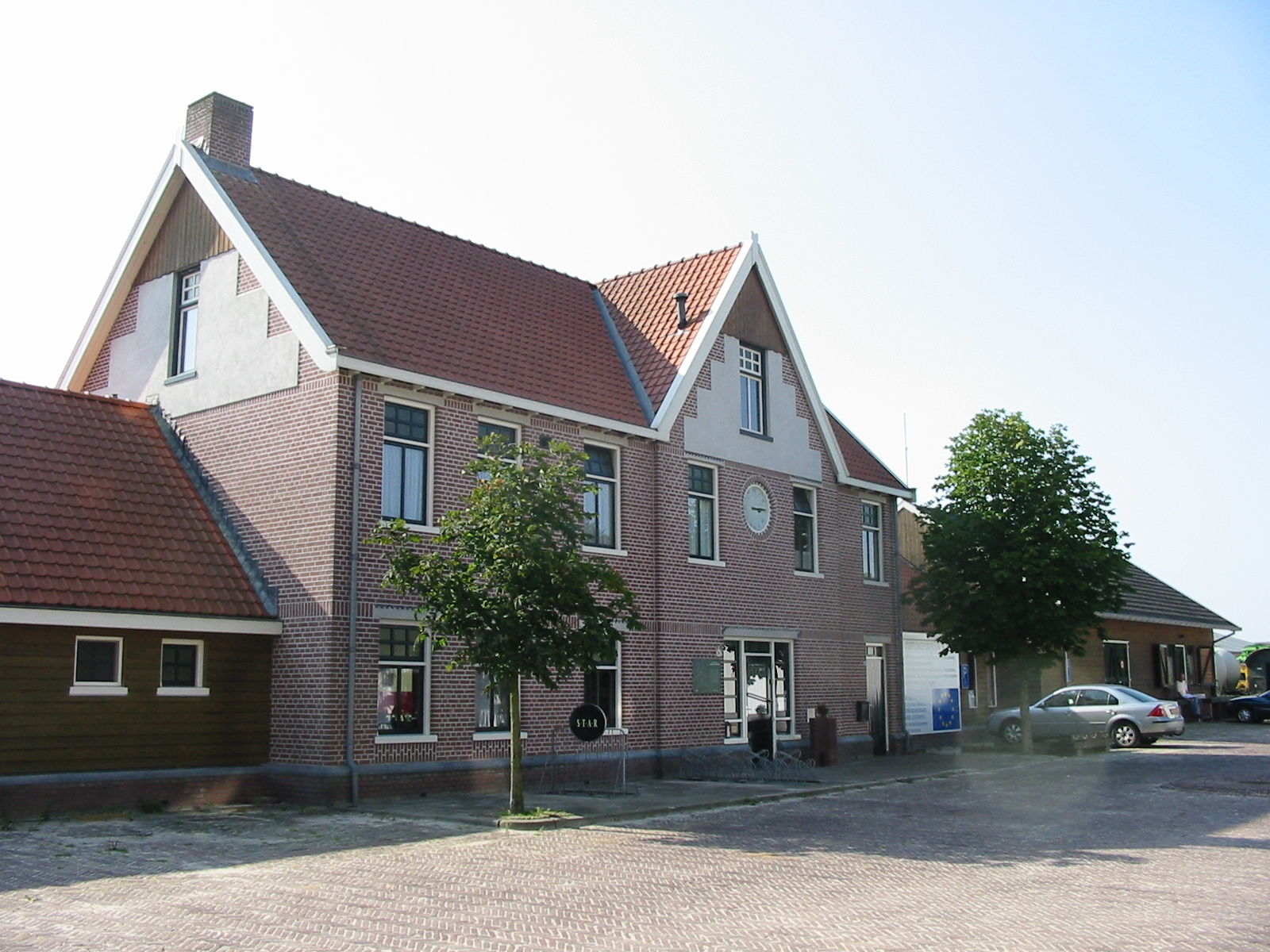
Das neue Bahnhofsgebäude der S.T.A.R. in Stadskanaal
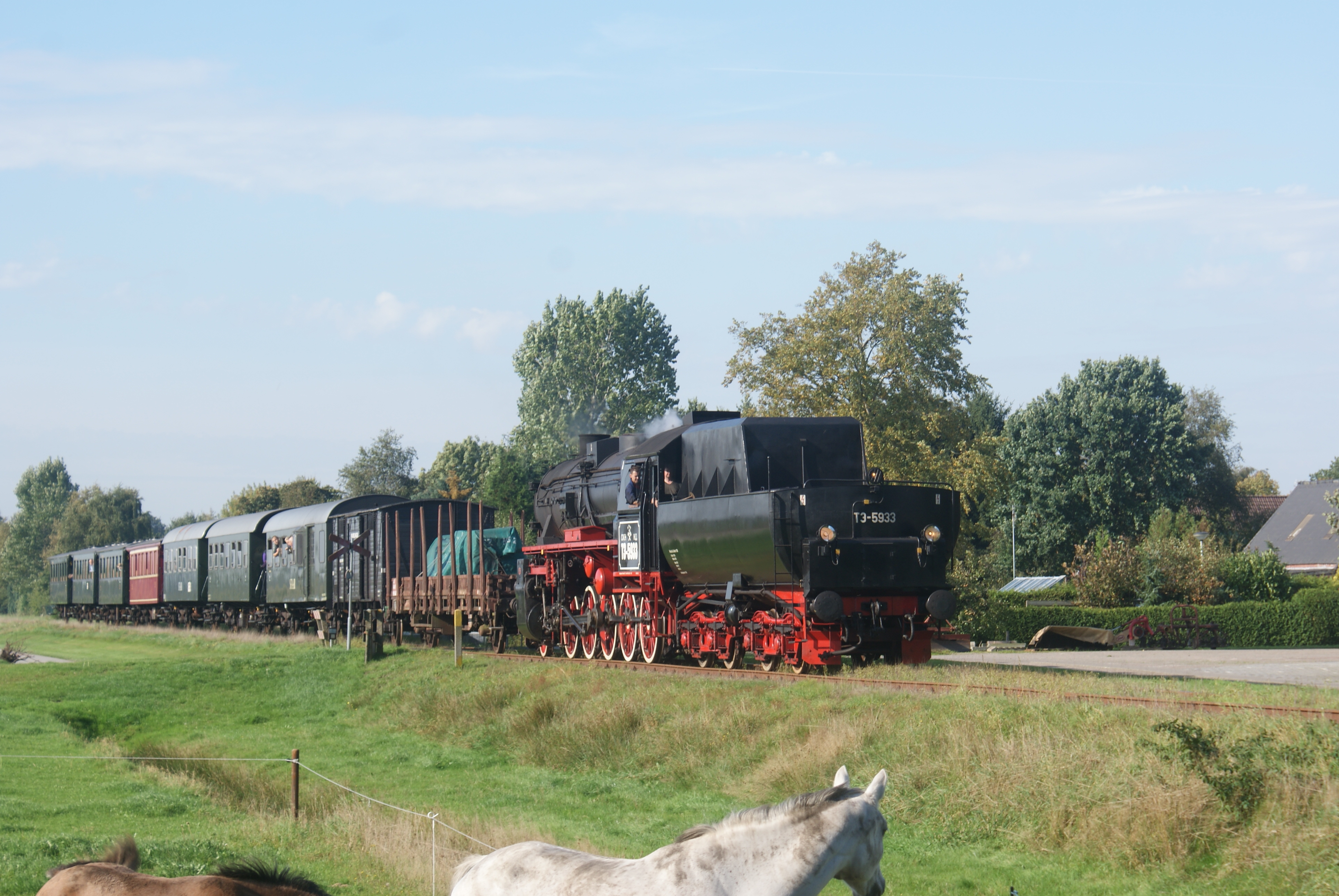
Museumsbahn zwischen Veendam und Stadskanaal